# Mesures
Pour les articles homonymes, voir Mesure.
Mesures est un magazine français de presse écrite consacré à l'instrumentation et aux automatismes industriels. 